# تیکسلا شهر
تیکسلا شهر (به انگلیسی: Taxila city) یک شهر در پاکستان است که در پنجاب واقع شده‌است. تیکسلا شهر ۴۸٬۹۰۴ نفر جمعیت دارد و ۵۴۹ متر بالاتر از سطح دریا واقع شده‌است.